# Rhizocarpon geographicum
El liquen geográfico (Rhizocarpon geograficum) (L.) DC., es una especie de liquen crustáceo caracterizado por tener un patrón de crecimiento en paredes rocosas muy particular que recuerda un mapa. El talo de este liquen se encuentra fuertemente unido al sustrato sobre el que crece; forma areolas con los bordes bien delimitados que pueden llegar a confluir con los de otros líquenes similares. Los colores característicos de estas especies son amarillos y pardos y es posible observar en los bordes de la areola zonas más oscuras correspondientes a los esporangios. Los esporangios de estas especies son del tipo peritecio formados por el hongo ascomycota formador de la simbiosis.
Este liquen vive en todo tipo de hábitats, desde zonas montañosas libres de polución hasta zonas costeras. Es una especie muy sensible a las condiciones ambientales y usado frecuentemente cono bioindicador de la calidad del aire. En estos ecosistemas el liquen crece muy lentamente y puede ser utilizado por la liquenología para calcular edades relativas de exposición de un sustrato al medio externo; la liquenometría se basa en el cálculo teórico de la edad de líquenes de crecimiento lento, en especial Rhizocarpon geograficum, a partir del diámetro de su talo para dar una edad mínima a la roca sobre la que crece, en el caso de este liquen apenas 0.2 milímetros al año de media.

## Sinonimia
- Diplotomma geographicum (L.) Jatta
- Lecidea atrovirens (L.) Ach.
- Lecidea geographica (L.) Rebent.
- Lecidea geographica subsp. urceolata Schaer.
- Lecidea geographica var. atrovirens (L.) Schaer.
- Leproncus geographicus (L.) A.St.-Hil.
- Lichen atrovirens L.
- Lichen geographicus L.
- Patellaria geographica (L.) Duby
- Rhizocarpon diabasicum Räsänen
- Rhizocarpon frigidum Räsänen
- Rhizocarpon geographicum subsp. urceolatum (Schaer.) Körb.
- Rhizocarpon geographicum subsp. arcticum (Runemark) Hertel, Mitt.
- Rhizocarpon geographicum subsp. diabasicum (Räsänen) Poelt & Vězda
- Rhizocarpon geographicum subsp. frigidum (Räsänen) Hertel, Mitt.
- Rhizocarpon geographicum subsp. kittilense (Räsänen) R.Sant.
- Rhizocarpon geographicum subsp. kittilense (Räsänen) Vitik., Ahti, Kuusinen, Lommi y T.Ulvinen
- Rhizocarpon geographicum subsp. lindsayanum (Räsänen) Vitik., Ahti, Kuusinen, Lommi y T.Ulvinen.
- Rhizocarpon geographicum subsp. lindsayanum (Räsänen) R.Sant.
- Rhizocarpon geographicum subsp. prospectans (Räsänen) D. Hawksw. y Sowter.
- Rhizocarpon geographicum var. atrovirens Körb.
- Rhizocarpon geographicum var. lindsayanum (Räsänen) Clauzade & Rondon
- Rhizocarpon geographicum var. lindsayanum (Räsänen) Clauzade & Rondon
- Rhizocarpon kittilense Räsänen
- Rhizocarpon lindsayanum Räsänen
- Rhizocarpon lindsayanum subsp. kittilense (Räsänen) Runemark
- Rhizocarpon prospectans Räsänen
- Rhizocarpon riparium Räsänen
- Rhizocarpon riparium subsp. lindsayanum (Räsänen) J.W.Thomson
- Rhizocarpon semilecanorinum var. atlanticum Räsänen
- Rhizocarpon tinei subsp. arcticum Runemark
- Rhizocarpon tinei subsp. diabasicum (Räsänen) Runemark
- Rhizocarpon tinei subsp. frigidum (Räsänen) Runemark
- Rhizocarpon tinei subsp. prospectans (Räsänen) Runemark
- Rhizocarpon tinei subsp. vulgare Runemark
- Urceolaria geographica (L.) Lonk
- Verrucaria geographica (L.) F.H.Wigg.